# ゴンサロ・マローニ
ゴンサロ・マローニ（Gonzalo Maroni、1999年3月18日 - ）は、アルゼンチン・コルドバ州コルドバ出身のサッカー選手。リーガ・プロフェシオナル・デ・フットボル・ボカ・ジュニアーズ所属。ポジションはミッドフィールダー。

## クラブ経歴
地元コルドバに本拠地を置くインスティトゥートACコルドバのトップチームに2015年に16で昇格し、同年8月12日のプリメーラB・ナシオナル (2部リーグ)のアトレティコ・トゥクマン戦でプロデビュー。
2016年1月1日、ボカ・ジュニアーズに移籍。2017年5月1日のアルセナルFC戦でプロ初ゴールを記録。その後2018-19シーズンはCAタジェレスでローン移籍でプレー。
2019年6月25日、UCサンプドリアに買い取りオプション付きの1年間のローン移籍で加入した。

## 代表経歴
2019年にU-20アルゼンチン代表として、南米ユース選手権、FIFA U-20ワールドカップに出場した。